# Gordes
Gordes es un municipio francés, situado en el departamento de Vaucluse y la región Provenza-Alpes-Costa Azul.

## Geografía
Gordes es el pueblo más visitado del parque natural regional del Luberon. El pueblo está situado en las colinas de Vaucluse, a 370 m de altitud. Las casas de piedras claras y las callejuelas adoquinadas han sido una fuente de inspiración para numerosos pintores (Chagall y Vasarely sobre todo).  Sus habitantes se denominan, en francés, gordiens. En occitano la localidad recibiría el nombre de «Gòrda».

## Demografía
| 2 807 | 2 812 | 3 010 | 2 956 | 2 891 | 2 867 | 3 008 | 2 948 | 2 899 | 2 937 | 2 805 | 2 594 | 2 512 | 2 204 | 2 010 | 1 767 | 1 638 | 1 562 | 1 447 | 1 360 | 1 057 | 1 069 | 1 111 | 1 165 | 953 | 1 075 | 1 363 | 1 536 | 1 574 | 1 607 | 2 031 | 2 092 |
| Para los censos de 1962 a 1999 la población legal corresponde a la población sin duplicidades (Fuente: INSEE [Consultar]) |       |       |       |       |       |       |       |       |       |       |       |       |       |       |       |       |       |       |       |       |       |       |       |     |       |       |       |       |       |       |       |

## Historia

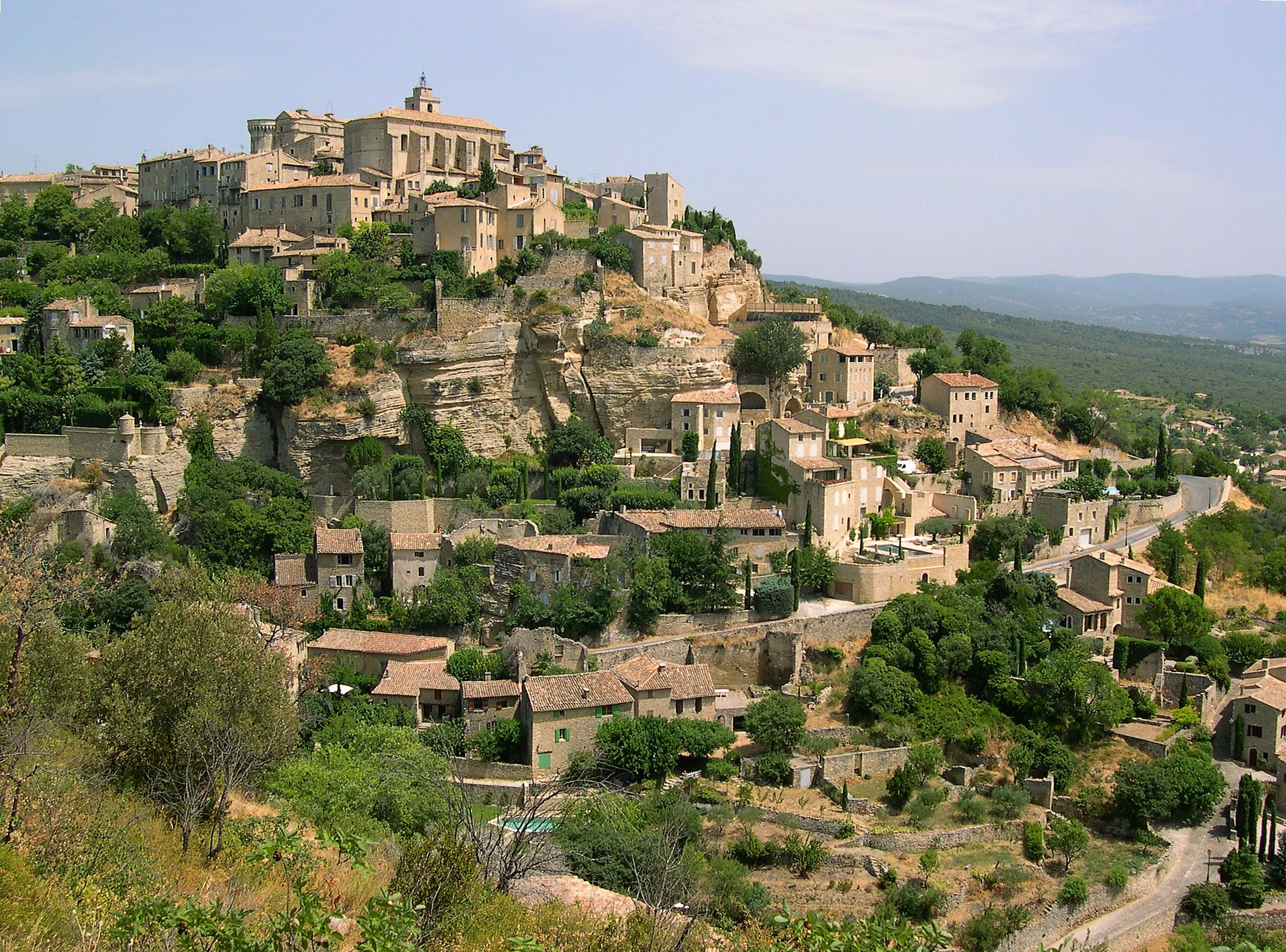
Vista de Gordes

El origen de Gordes está vinculado a la tribu celta de los Vordenses que erigieron un oppidum defensivo para Cavaillon en la cumbre de la roca donde se encuentra actualmente el pueblo (el nombre de la ciudad vendría de Vordense, que se transformó en Gordenses y finalmente en Gordes).
Desde hace mil años, la masa impresionante de su castillo domina el pueblo. Guillaume d'Agoult, uno de los primeros antepasados de esta poderosa familia feudal que cubrió de fortificaciones todos los pueblos próximos, lo menciona en 1031. Sus sucesores lo refuerzan hasta hacer en 1123 un "mobile castrum", el único denominado así entre los numerosos castillos vecinos. Asediado en vano durante las guerras de religión, fue el feudo de los marqueses de Simiane, después de los duques de Soubise, y en el siglo XVIII de los príncipes de Condé.
Importante lugar de resistencia durante la Segunda Guerra Mundial, fue muy activo y, hasta el último día, el pueblo y sus habitantes tuvieron que sufrir la ocupación alemana. El 21 de agosto de 1944, una semana después del desembarque en las costas de Provenza, el pueblo empezó a sufrir las violentas represalias.
El 22 de agosto, los alemanes entran en las casas de los habitantes que no se han podido poner a cubierto, disparando a los que se retrasan, y después, bombardean el pueblo, destruyendo una docena de casas, mientras que algunas otras son dinamitadas y después incendiadas, principalmente en las entradas de la ciudad para obstruir los cruces. Trece personas mueren o son ejecutadas, y es gracias a la intervención de un monje de la abadía de Sénanque que se evitan consecuencias más graves. El resultado del ataque fueron veinte muertos y veinte casas destruidas en total.
Cerca de Gordes está el village des bories, con cabañas de piedra seca.